# Teslim Fatusi
Teslim Fatusi, född den 17 september 1977 i Abuja, Nigeria, är en nigeriansk före detta fotbollsspelare. Vid fotbollsturneringen under OS 1996 i Atlanta deltog han i det nigerianska lag som tog guld. 